# Maypole
Maypole är en by i Kent, England. Byn är belägen 3 km från Dartford. Orten har 2 042 invånare (2018).